# 1791
| [ Edytuj tabelę ]              | |
| Król Polski                    | - 1764 Stanisław August Poniatowski 1795                                                                                                  |
| Emir Afganistanu               | - 1772 Timur Szah Durrani 1793 |
| Współksiążęta Andory           | - 1785 Josep de Boltas 1795 - 1774 Ludwik XVI 1792                                                                                        |
| Elektor Bawarii                | - 1777 Karol Teodor 1799 |
| Sułtan Brunei                  | - 1762 Omar Ali Saifuddin I 1795 |
| Cesarz Chin                    | - 1735 Qianlong 1796 |
| Król Czech                     | - 1790 Leopold II Habsburg 1792 |
| Król Danii                     | - 1766 Chrystian VII 1808 |
| Dalajlama                      | - 1758 Jamphel Gjaco 1804 |
| Król Francji                   | - 1774 Ludwik XVI 1792 |
| Król Gruzji                    | - 1762 Herakliusz II 1798 |
| Król Hiszpanii                 | - 1788 Karol IV 1808 |
| Stadhouder Holandii            | - 1751 Wilhelm V Orański 1795 |
| Szach Iranu                    | - 1789 Lotf Ali Chan 1794 |
| Państwo Wielkich Mogołów       | - 1759 Shah Alam II 1806 |
| Król Irlandii                  | - 1760 Jerzy III Hanowerski 1820 |
| Cesarz Japonii                 | - 1779 Kōkaku 1817 |
| Kalif                          | - 1789 Selim III 1807 |
| Patriarcha Konstantynopola     | - 1789 Neofit VII 1794 |
| Władca Korei                   | - 1776 Chŏngjo 1800 |
| Książę Kurlandii i Semigalii   | - 1769 Piotr Biron 1795 |
| Emir Kuwejtu                   | - 1762 Abd Allah I 1814 |
| Książę Liechtensteinu          | - 1781 Alojzy I 1805 |
| Sułtan Maroka                  | - 1790 Jazid ibn Muhammad 1792 |
| Książę Monako                  | - 1733 Honoriusz III 1793 |
| Król Nawarry                   | - 1774 Ludwik XVI 1791 |
| Król Nepalu                    | - 1777 Rana Bahadur 1799 |
| Król Norwegii                  | - 1784 Fryderyk VI 1814 |
| Sułtan Omanu                   | - 1786 Hamid ibn Sa’id 1792 |
| Elektor Palatynatu             | - 1742 Karol IV Teodor 1799 |
| Papież                         | - 1775 Pius VI 1799 |
| Książę Parmy i Piacenzy        | - 1765 Ferdynand 1802 |
| Król Portugalii                | - 1777 Maria I 1816 |
| Król Prus                      | - 1786 Fryderyk Wilhelm II 1797 |
| Car Rosji                      | - 1762 Katarzyna II Wielka 1796 |
| Cesarz Rzymski (niemiecki)     | - 1790 Leopold II Habsburg 1792 |
| Kapitanowie Regenci San Marino | - 1790 Filippo Belluzzi Antonio Capicchioni 1791 - 1791 Francesco Giannini Antimo Meloni 1791 - 1791 Antonio Onofri Girolamo Paoloni 1792 |
| Elektor Saksonii               | - 1763 Fryderyk August III 1806 |
| Król Sardynii                  | - 1773 Wiktor Amadeusz III 1796 |
| Król Szwecji                   | - 1771 Gustaw III 1792 |
| Król Tajlandii                 | - 1782 Buddha Yodfa Chulalok 1809 |
| Sułtan Turków                  | - 1789 Selim III 1807 |
| Prezydent USA                  | - 1789 George Washington 1797 |
| Doża Wenecji                   | - 1789 Ludovico Manin 1797 |
| Król Węgier                    | - 1790 Leopold II 1792 |
| Monarcha Wielkiej Brytanii     | - 1760 Jerzy III 1820 |
| Premier Wielkiej Brytanii      | - 1783 William Pitt Młodszy 1801 |
| Cesarz Wietnamu                | - 1788 Quang Trung 1792 |

Rok 1791 / MDCCXCI
stulecia: XVII wiek ~
XVIII wiek ~
XIX wiek

lata: 1781 «
1786 «
1787 «
1788 «
1789 «
1790 «
1791
» 1792
» 1793
» 1794
» 1795
» 1796
» 1801

## Wydarzenia w Polsce
- 15 stycznia – premiera dramatu Powrót posła Juliana Ursyna Niemcewicza.
- Marzec – zamek wawelski wizytował Tadeusz Czacki, który otworzył m.in. groby Zygmunta Starego i Zygmunta Augusta oraz dokonał spisu klejnotów, znajdujących się w skarbcu koronnym.
- 4 kwietnia – uchwalono konstytucję tzw. Rzeczpospoltej Pawłowskiej koło Wilna.
- 18 kwietnia – Sejm Czteroletni uchwalił Prawo o miastach, (właśc. ustawę pod tytułem Miasta nasze królewskie wolne w państwach Rzeczypospolitej), które nadało formalną wolność miastom królewskim.
- 2 maja – powstało Zgromadzenie Przyjaciół Konstytucji Rządowej.
- 3 maja – Sejm Czteroletni uchwalił Konstytucję 3 maja.
- 22 października – Sejm Czteroletni uchwalił Zaręczenie Wzajemne Obojga Narodów.
- 28 października – Sejm Czteroletni powołał Komisję Skarbową Rzeczypospolitej Obojga Narodów.
- 23 grudnia – cesarzowa Katarzyna II ustanowiła na terenie zaboru rosyjskiego strefę osiedlenia, gdzie wolno było zamieszkiwać Żydom.

## Wydarzenia na świecie
- 25 stycznia – parlament brytyjski uchwalił ustawę o Kanadzie.
- 2 marca – we Francji bracia Chappe rozpoczęli eksperymenty z przesyłaniem wiadomości przy użyciu semaforowego telegrafu optycznego.
- 4 marca – Vermont jako 14. stan dołączył do Unii.
- 10 marca – papież Pius VI potępił francuską Konstytucję cywilną kleru.
- 18 marca – Józef Ankwicz objął placówkę dyplomatyczną Rzeczypospolitej w Kopenhadze.
- 26 marca – we Francji przyjęto pierwszą definicję metra.
- 30 marca – poświęcono pierwszy (drewniany) kościół św. Ludwika w Moskwie, jedną z dwóch dzisiejszych katolickich świątyń w mieście.
- 7 kwietnia – włoski awanturnik, wolnomularz, alchemik, uzdrowiciel i okultysta Alessandro di Cagliostro został skazany przez Świętą Inkwizycję na karę śmierci. Wyrok został następnie zamieniony przez papieża Piusa VI na dożywotnie pozbawienie wolności.
- 14 czerwca – rewolucja francuska: we Francji uchwalono ustawę zabraniającą pracownikom najemnym tworzenia zrzeszeń, organizowania strajków i innych wspólnych akcji.
- 20 czerwca:
  - rewolucja francuska: król Ludwik XVI wraz z rodziną podjęli w przebraniu mieszczan nieudaną próbę ucieczki do tradycyjnie rojalistycznej Lotaryngii.
  - zakończono budowę katedry Niepokalanego Poczęcia Najświętszej Maryi Panny w Puducherry (Pondicherry), ówczesnej stolicy francuskiej kolonii o tej samej nazwie w południowych Indiach.
- 25 czerwca – rewolucja francuska: król Francji Ludwik XVI został internowany w swoim pałacu przez Zgromadzenie Ustawodawcze i zawieszony w czynnościach.
- 17 lipca – rewolucja francuska: masakra uczestników demonstracji republikańskiej na Polu Marsowym w Paryżu. Zginęło około 50 osób i 100 zostało rannych.
- 31 lipca – w Chile założono miasto Los Andes.
- 4 sierpnia – podpisano pokój turecko-austriacki w Swisztowie.
- 21 sierpnia – wybuchło powstanie niewolników na San Domingo.
- 27 sierpnia – zakończyła się konferencja w Pillnitz.
- 3 września – rewolucja francuska: francuskie Zgromadzenie Ustawodawcze uchwaliło pierwszą w dziejach Francji konstytucję. Zgodnie z nim władza prawodawcza w państwie znalazła się w ręku Zgromadzenia Prawodawczego wybieranego co 2 lata przez tych obywateli, którzy płacili podatki w odpowiedniej wysokości. Władzę wykonawczą pozostawiono w ręku króla.
- 6 września – cesarz Leopold II został koronowany w Pradze na króla Czech.
- 9 września – stolica USA otrzymała nazwę Waszyngton.
- 13 września – rewolucja francuska: Ludwik XVI podpisał francuską konstytucję.
- 30 września – we Freihaustheater w Wiedniu miała miejsce premiera opery Czarodziejski flet Wolfganga Amadeusa Mozarta.
- 1 października – rewolucja francuska: pierwsze posiedzenie francuskiego Zgromadzenia Prawodawczego (zwanego także Legislatywą).
- 4 listopada – wojny z Indianami: konfederacja plemion indiańskich pokonała siły USA w bitwie nad Wabash River.
- 23 listopada – zostały odkryte Wyspy Snares, na których żyje endemiczny gatunek pingwina.
- 4 grudnia – ukazał się pierwszy numer tygodnika The Observer.
- 15 grudnia – weszła w życie Karta Praw Stanów Zjednoczonych Ameryki.

- Wolfgang Amadeus Mozart skomponował Requiem d-moll, Mszę żałobną, jedno z największych arcydzieł w dziejach muzyki.

## Urodzili się
- 15 stycznia – Franz Xaver Zippe, czeski filozof, przyrodnik i mineralog (zm. 1863)
- 16 stycznia – Henryk Dembiński, polski generał uczestnik Powstania listopadowego (zm. 1864)
- 10 marca – Józef Grzegorz Wojtarowicz, polski duchowny katolicki, biskup tarnowski (zm. 1875)
- 1 kwietnia – Franciszek Sapalski, polski matematyk,wykładowca Uniwersytetu Jagiellońskiego
- 23 kwietnia – James Buchanan, piętnasty prezydent USA (zm. 1868)
- 27 kwietnia – Samuel Morse, amerykański wynalazca (zm. 1872)
- 24 lipca – Jakub Ignacy Łaszczyński, polski polityk, prezydent Warszawy (zm. 1865)
- 4 września – Franz Bopp, niemiecki językoznawca (zm. 1867)
- 5 września – Giacomo Meyerbeer, czynny we Francji niemiecki kompozytor operowy żydowskiego pochodzenia (zm. 1864)
- 20 września – Jan Kanty Dąbrowski, polski duchowny katolicki, biskup pomocniczy poznański (zm. 1853)
- 22 września – Michael Faraday, brytyjski fizyk, chemik (zm. 1867)
- 23 września – Johann Franz Encke, niemiecki astronom (zm. 1865)
- 2 października – Benedykta Cambiagio Frassinelli, włoska zakonnica, założycielka Benedyktynek od Opatrzności, święta katolicka (zm. 1858)
- 19 października – Kajetan Kosma Damian Errico, włoski duchowny katolicki, założyciel Zgromadzenia Misjonarzy Najświętszych Serc Jezusa i Maryi, święty (zm. 1860)
- 28 października – Ján Chalupka, słowacki duchowny ewangelicki, dramatopisarz (zm. 1871)
- 8 listopada – Tadeusz Bocheński Lannsdorf, polski ziemianin, oficer (zm. 1849)
- 27 listopada – Truman Smith, amerykański prawnik, sędzia, polityk, senator ze stanu Connecticut (zm. 1884)
- 24 grudnia – Eugène Scribe, francuski dramaturg i librecista (zm. 1861)
- 26 grudnia – Charles Babbage, matematyk angielski (zm. 1871)

- data dzienna nieznana: 
  - Augustyn Yu Chin-gil, koreański męczennik, święty katolicki (zm. 1839)

## Zdarzenia astronomiczne
- Słońce osiągnęło lokalne maksimum aktywności.

## Święta ruchome
- Tłusty czwartek: 3 marca
- Ostatki: 8 marca
- Popielec: 9 marca
- Niedziela Palmowa: 17 kwietnia
- Wielki Czwartek: 21 kwietnia
- Wielki Piątek: 22 kwietnia
- Wielka Sobota: 23 kwietnia
- Wielkanoc: 24 kwietnia
- Poniedziałek Wielkanocny: 25 kwietnia
- Wniebowstąpienie Pańskie: 2 czerwca
- Zesłanie Ducha Świętego: 12 czerwca
- Boże Ciało: 23 czerwca